# Ilhéu de Sal Rei
Ilhéu de Sal Rei är en ö i Kap Verde.   Den ligger i kommunen Boa Vista, i den östra delen av landet, 150 km norr om huvudstaden Praia. Arean är 0,88 kvadratkilometer.
Trakten runt Ilhéu de Sal Rei är ofruktbar med lite eller ingen växtlighet. Runt Ilhéu de Sal Rei är det mycket glesbefolkat, med 7 invånare per kvadratkilometer.